# 民法 (琉球政府)
民法（みんぽう）は、アメリカ施政権下の沖縄においても有効とされた日本の民法（明治29年法律第89号）のこと。琉球政府の立法院において何度か改正がなされた。
戦前の沖縄県は内地であるため、原則的に本土と全く同一の法令が適用されていた。帝国議会で法律の制定・改正・廃止がなされれば、当然に沖縄県にも効力が生じた。
ところが沖縄戦によるアメリカ軍の占領により施政権が分離されたため、本土において法令の改廃が行われても効力が及ばなくなった。
日本の民法は1947年（昭和22年）に大改正がなされたが、沖縄県地域では、従来の民法が存続し続けた。
その後本土との交流が再開されると、婚姻や相続の点で、その差異が問題になり始めた。また、1952年制定の琉球政府章典第5条には法の下の平等が規定されており、家制度を規定する従来の民法は、これに違反しているという議論が出てきた。
1955年、立法院は民法の大改正を行い、本土の民法と同一の内容に合わせることになった。